# Chineze Nwagbo
Chineze Uzoamaka Nwagbo (Iowa City, 28 novembre 1982) è un'ex cestista statunitense con cittadinanza nigeriana.

## Carriera
Con la Nigeria ha disputato i Campionati mondiali del 2006.